# Draga Balena

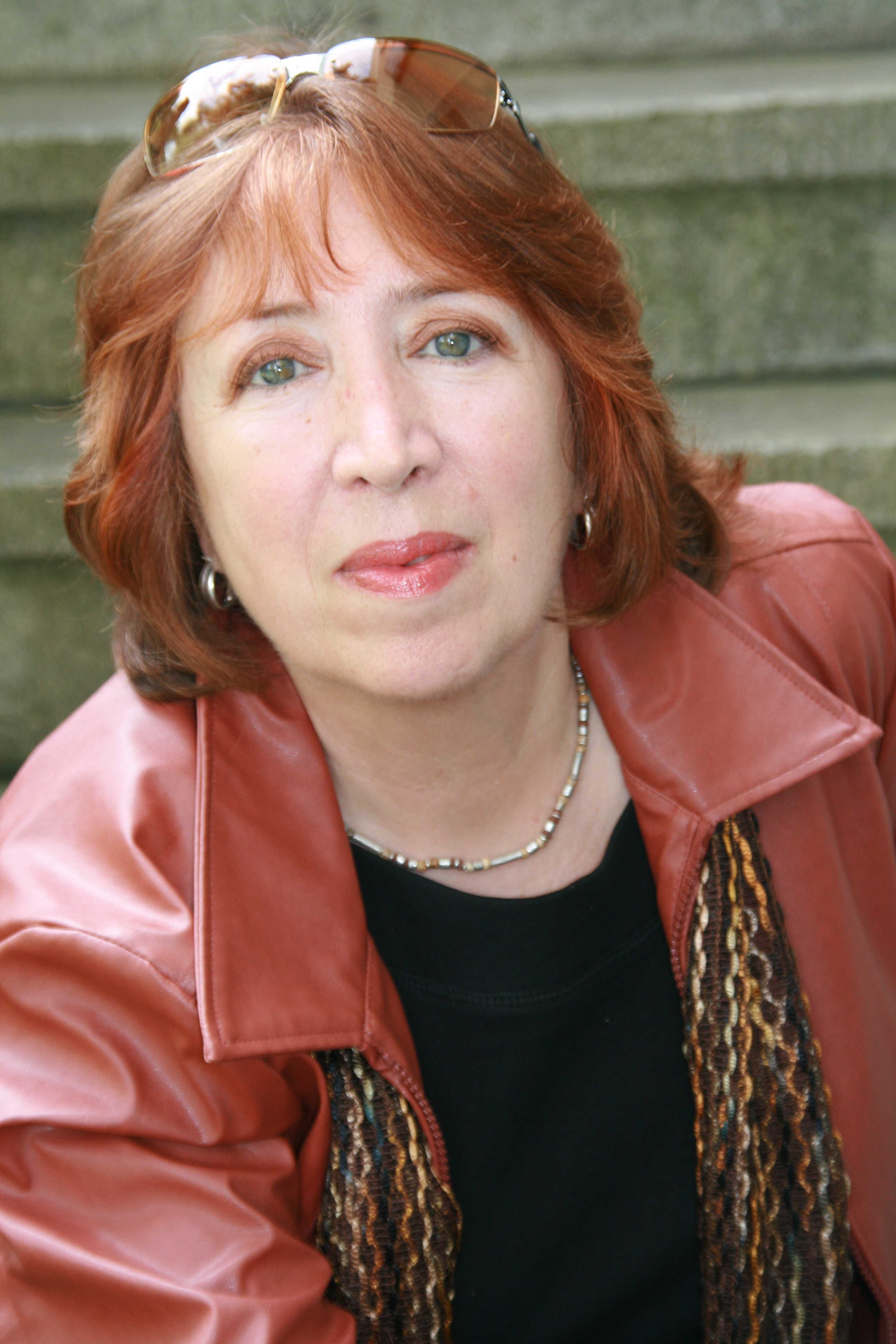
Draga Balena (2008)

Draga Balena (* 12. September 1947 in Wien; bürgerlich Draga Hoffmann-Balenović, auch Draga Baleno oder Sonja Goldberg) ist eine österreichische Komponistin, Sängerin und Texterin.

## Leben
Draga Balena wird in eine Künstlerfamilie geboren, ihre Eltern sind beide Tänzer. Den zahlreichen Engagements der Eltern folgend, bereist sie bereits als Kind Europa und Nordafrika mit jeweilig wechselnden Schulbesuchen.
Früh schon fällt den Eltern ihr musikalisches Talent auf und sie fördern, nachdem sie in Wiesbaden sesshaft geworden sind, mit Nachdruck die musikalische Ausbildung der Tochter. Mit 13 Jahren beginnt sie ein privates Gesangs- und Klavierstudium, dessen Bandbreite von der Klassik bis zum Jazz reicht. Danach folgt eine fünfjährige Ausbildung in Harmonie- und Kompositionslehre bei dem Komponisten Hans Kracke (Dozent am Dr. Hoch’schen Konservatorium in Frankfurt/Main).
Anfang der 1960er Jahre bildet die Mutter gemeinsam mit Draga und der älteren Tochter Frigga ein Vokal-Ensemble im Stil der Andrews Sisters: Draga & The Chrisberts. Der Vater fungiert als Manager.
Bei einem der Auftritte wird der Trompeter Roy Etzel auf die Formation aufmerksam und vermittelt erste Kontakte zu dem Erfolgsproduzenten Heinz Gietz.
Es entstehen drei Single-Schallplatten, zunächst noch als Gruppe, dann mit Draga als Solointerpretin. In diese Phase fallen auch ihre ersten eigenen Kompositionen.
Ihre frühzeitige und fundierte Ausbildung ebnet Draga Balena schnell den Weg in die Medien. Vor allem die Rundfunkredakteure schätzen ihre Vielseitigkeit und engagieren sie beständig für die in jener Zeit zahlreich produzierten öffentlichen Veranstaltungen sowie für rundfunkeigene Studioproduktionen. Es kommt zur Zusammenarbeit mit vielen namhaften Orchesterleitern der 1960/70er Jahre, vornehmlich mit Kurt Edelhagen, Rolf-Hans Müller, Paul Kuhn und Erwin Lehn.
In dem damaligen SDR-Unterhaltungschef Wolfram Röhrig findet Draga Balena einen Förderer, der es ihr ermöglicht, ihre Musik zu verbreiten und der sie darin unterstützt, ihren eigenen Stil zu entfalten.
Im Sommer 1969 engagiert sie das belgische Fernsehen für die Mitwirkung in einer Live-Show mit dem Titel „Eté 69“. Die Bigband von Francis Bay umrahmt ihren Gesangs- und Klaviervortrag im Seebad-Casino von Knokke.
Ein Produzenten- und Labelwechsel zu Beginn der 1970er Jahre bewirkt gleichzeitig einen Namenswechsel. Unter dem Pseudonym Sonja Goldberg erscheinen mehrere Singles und ein erstes Album.
Der Titel „Es gibt keine Kornblumen mehr“ platziert sich über mehrere Wochen auf Platz 1 im „Deutschen Schlagerlotto“, das vom Hessischen Rundfunk ausgestrahlt wird.
Ab 1973 bereist Draga Balena als Sonja Goldberg den deutschsprachigen Raum mit ihrem eigenen Soloprogramm „Eine Stimme ~ ein Klavier“, in dem sie mit ihrer Literaturvertonung von Rainer Maria Rilke’s „Herbsttag“ Aufmerksamkeit erlangt. Sie gastiert damit u. a. im „Berliner Theater an der Lietzenburger“ bei den „Wühlmäusen“.
Im gleichen Jahr nimmt sie am Chansonfestival „Goldener Orpheus“ in Bulgarien teil und ein Jahr später dann am österreichischen Schlagerfestival „Musica ’74“, bei dem sie den 4. Platz belegt.
Nach einem kurzen Intermezzo als eine Hälfte des weiblichen Popduos Chinchilla Ende der 1970er Jahre, beginnt Draga Balena Anfang der 1980er Jahre vermehrt ihr Talent als Begleitstimme für prominente Kollegen zur Verfügung zu stellen. Möglichkeit hierzu bietet ihr die von Willy Hoffmann gegründete Background-Gesangsgruppe Made In Berlin. Die Gruppe wird recht schnell von namhaften Stars für Schallplattenproduktionen, Tourneen und Show-Auftritte herangezogen. Die Stimmen der Chormitglieder sind u. a. auf Alben von Udo Jürgens, Roland Kaiser und Harald Juhnke namentlich erwähnt. 1987 begleiten sie das RIAS-Tanzorchester unter der Leitung von Horst Jankowski zu einem Konzert von Caterina Valente und Eugen Cicero, das in der legendären „Hollywood Bowl“ von Los Angeles stattfindet.
1988 erscheint die CD “Café d’amour”, ein ehrgeiziges Projekt, bei dem die Formation einen musikalischen Bogen von den klassischen Schlagerevergreens der 1930er Jahre bis hin zu aktuellen Kompositionen schlägt.
Die Folgejahre stehen gleichsam für Draga Balenas Mitwirkung an zahlreichen Zeichentrickfilm-Synchronisationsarbeiten, wie z. B. „Dumbo“, „Arielle“, „Die Schöne und das Biest“ und „König der Löwen“.
Mitte der 1990er Jahre besinnt sich Draga Balena wieder mehr und mehr ihrer gesanglichen Soloambitionen und ihrer kompositorischen Fähigkeiten. In unregelmäßigen Abständen erscheinen seitdem Alben, auf denen sie sich fast ausschließlich mit eigenen Liedern und Texten präsentiert. Musikalisch bewegt sie sich dabei innerhalb der verschiedensten Stilrichtungen.
Das im Jahre 2010 veröffentlichte Album „Lyraton“ beinhaltet zwölf von ihr vertonte Gedichte berühmter Meister der Klassik und Romantik. Es ist als Klavieralbum (Zweiklang-Verlag) und als eingesungene CD erschienen.
Draga Balena war seit Dezember 1983 mit dem im Juni 2016 verstorbenen Komponisten und Arrangeur Willy Hoffmann verheiratet.

## Diskografie (Auswahl)

### Alben (Vinyl)
- 1974: Sonja Goldberg (Aronda RL 2207)[9]

### Alben (CD)
Als Mitglied des Chorprojektes Made In Berlin 
- 1988: Café d’amour (Monopol 572.350 93 CH)

### Kompilationen
- 1992: On The Road (Monopol 35.903)
- 1994: Herzlichen Glückwunsch (Monopol 36.393 CK)
- 1996: Stunde der Wehmut (Monopol 36.673 CK)

Als Interpretin
- 1997: Komm, setz’ Dich her zu mir (Monopol 809.37193)
- 2002: Nur Du (Pumpkin Pie Records)
- 2009: Do It Yourself-Frau (Pumpkin Pie Records)
- 2010: Lyraton ~ Vertonte Gedichte der Klassik und Romantik (Pumpkin Pie Records)
- 2014: Taktvoll (Pumpkin Pie Records)

Als Pianistin
- 2001: 3 Jazzthemen (Zweiklang-Verlag)
- 2003: Spanische Impressionen (Pumpkin Pie Records)
- 2004: Wiener Skizzen (Pumpkin Pie Records)
- 2017: Piano pour l’aprés-midi (Zweiklang-Verlag)

### Singles (Vinyl)
Als Draga & die Chrisberts
- 1962: Sterne der Heimat/Drei Caballeros (Columbia 22.145)

Als Draga Baleno
- 1964: Hallo, nicht so stürmisch/Tu’ doch nicht so (Columbia 22.736)
- 1965: Baby Bye-Oh/Such mich nicht dort, wo die Sonne scheint (Columbia 23.166)

Als Sonja Goldberg
- 1972: Liebe muss man erst erleben/Ich brauch’ kein Haus, ich brauch’ kein Geld (Aronda si-as 5.047)
- 1973: Deine Liebe trocknet meine Tränen/Ich hab’ Dein Wort (Aronda si-as 5.053)
- 1974: Es gibt keine Kornblumen mehr/Ein Haus für uns beide (Aronda si-as 5056)
- 1975: Mir macht’s nichts aus/Das Drahtklavier vom Casimir (Aronda si-as 5.061)
- 1975: Unter den Tempeln am Meer/Mañana, amigo mañana (Aronda si-as 5.063)

Als Duo Chinchilla (Draga Balena & Laura Leyland = Agnes Radić)
- 1977: Ain’t Your Baby Anymore/Night Fire (Telefunken 6.12221 AC)
- 1978: Dance Ballerina Dance/Bye Bye Blue Hawaii (Telefunken 6.12324 AC)
- 1979: Gipsy Lady/Summerdream (Intercord 110.079)

### Singles (CD)
- 1998: Mainau-Walzer/Wer fährt mit an den Bodensee? (Monopol 809.37411)
- 2001: 3 Jazzthemen (i): Gentilesse/Avenida/Gitanes (Pumpkin Pie Records)
- 2003: Drei spanische Impressionen (i): Valldolid/Guadalest/Valverde (Pumpkin Pie Records)
- 2003: Weihnachtslichter/Winterzeit ist schön/Lieber Weihnachtsmann/Stille Nacht (i) (& Made In Berlin, & Delphi Kids; Pumpkin Pie Records)
- 2004: Wiener Skizzen (i): Valse viennoise/Am Donaukanal/Calafati/Café Central/Im alten Nussdorf (Pumpkin Pie Records)

### Noten-Alben
- 1999: Weiperfeldener Lieder (Selbstveröffentlichung)
- 2000: 3 Jazzthemen (Zweiklang-Verlag ZV 0.077)
- 2004: Wiener Skizzen (Zweiklang-Verlag ZV 0.105)
- 2006: Lyraton (Zweiklang-Verlag ZV 0.112)
- 2007: Festtagslieder, durch das ganze Jahr (Zweiklang-Verlag ZV 0.145)
- 2007: Spanische Impressionen (Zweiklang-Verlag ZV 0.088)
- 2009: Romantic Songs Vol. 1 (Selbstveröffentlichung)
- 2009: Romantic Songs Vol. 2 (Selbstveröffentlichung)
- 2014: Lieder der Natur (Zweiklang-Verlag ZV 0.241)
- 2017: Piano pour l’après-midi (Zweiklang-Verlag ZV 0.252)

### Rundfunkproduktionen (Auswahl)
- 1974 So müde vor Glück (als Sonja Goldberg, Duett mit Paul Kuhn)
- 1982 I’m Old Fashioned aus dem Film You Were Never Lovelier/Du warst nie berückender (als Draga Balena, Duett mit Georges Pilloud = Rec Demont)

### Häufige Zusammenarbeiten
- BR München (Orchester Frank Pleyer)
- HR Frankfurt (Orchester Heinz Schönberger)
- NDR Hamburg (Hafenkonzertorchester Hans Freese)
- RB Bremen (Orchester Cornelius op den Zieken & Erich Stasik)
- RIAS Berlin (Orchester Helmuth Brandenburg)
- SDR Stuttgart (Erwin Lehn & seinem Südfunk-Tanzorchester)
- SFB Berlin (Orchester Paul Kuhn)